# Giovanni Battista Passeri

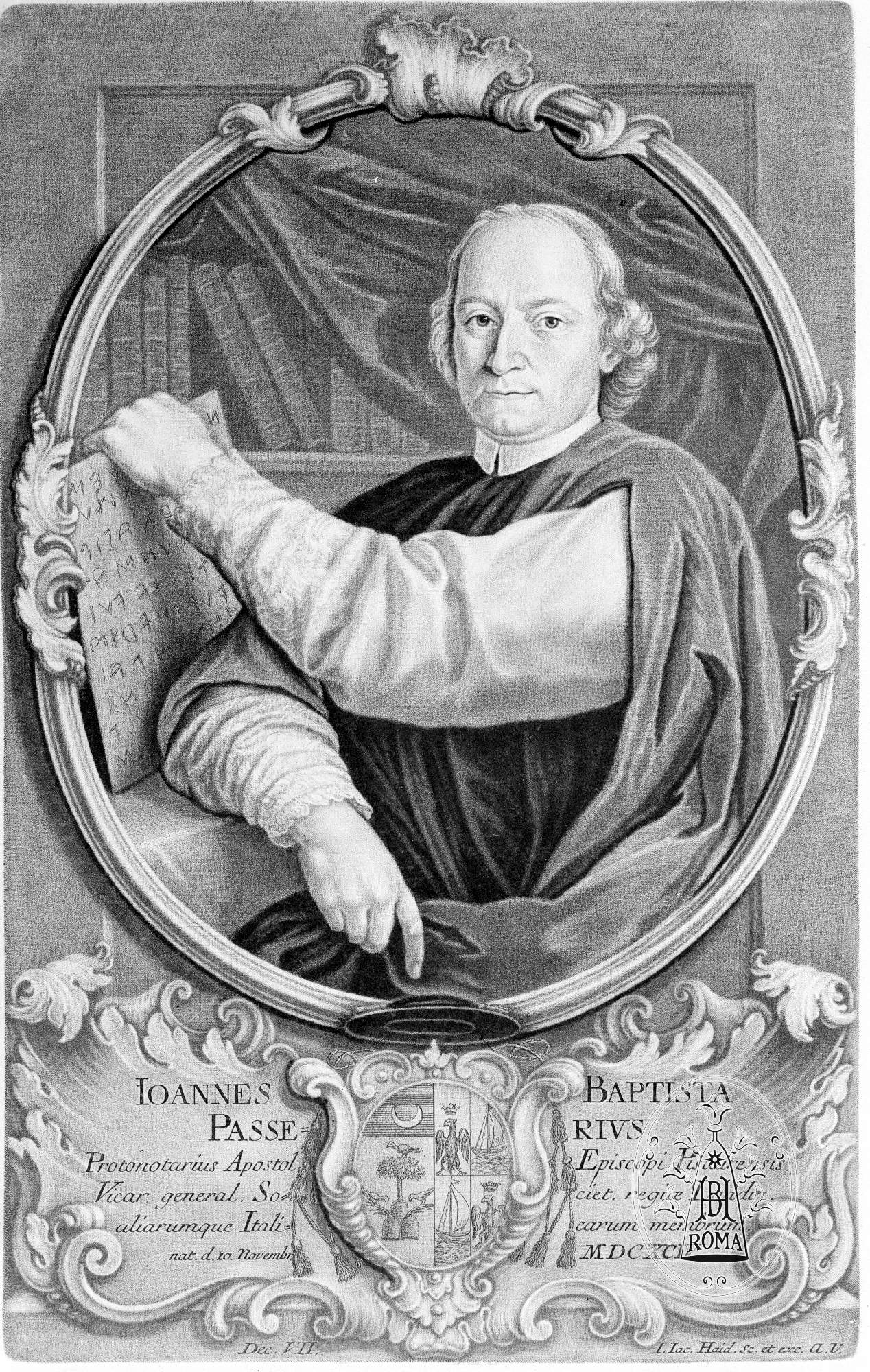

Giovanni Battista Passeri (Rome, Italië, ca. 1610 – aldaar, 22 april 1679) was een Italiaans kunstbiograaf en schilder uit de barokperiode. Hij was een schildersleerling van Domenichino, en werkte in Frascati. Hij schilderde genreschilderijen en stillevens.
Als biograaf schreef hij de 'Vite de Pittori Scvltori et Architetti' ("Levens van schilders, beeldhouwers en architecten"), dat in 1773 postuum werd gepubliceerd. Er wordt aangenomen dat hij enige tijd president was  van Accademia di San Luca, een kunstenaarsorganisatie in Rome, maar hiervoor zijn geen bewijzen. Als schilder werkte hij veel met symbolen en verwijzingen, en met dubbelzinnigheid, maar veel van zijn werk is ofwel verloren gegaan, ofwel onderdeel van grotere decoratiecycli. De kwaliteit van zijn werk schijnt in ieder geval niet hoog geweest te zijn, en zijn faam is dan ook vooral te danken aan zijn kunstenaarsbiografieën waarvan meerdere handschriften bekend zijn, en waar Passeri lange tijd aan heeft gewerkt. Een moderne kritische editie van dit werk werd verzorgd door Jacob Hess, en verscheen in 1934 (herdruk 1995).  
Zo zet hij in het werk a Party feasting in a Garden een typisch barokgezelschap neer in een vrolijke tuin dat enigszins terneergeslagen kijkt. Een opschrift op een tafel op het doek leert dat ook de glorie op het schilderij schijn is. 
Werken van Passeri zijn heden ten dage onder andere te vinden in Florence en in de National Gallery of Ireland in Dublin. 
Zijn neef Giuseppe Passeri was ook een schilder, en zat daarvoor in de leer bij Carlo Maratta.
- Bibsys: 90598170
- Biblioteca Nacional de España: XX1390824
- Bibliothèque nationale de France: cb124549656 (data)
- Catàleg d'autoritats de noms i títols de Catalunya: 981058616974906706
- Gemeinsame Normdatei: 118914537
- International Standard Name Identifier: 0000 0001 0886 7299
- KulturNav: 0ecc2b2b-2975-4852-a5e3-fed2d9b2929d
- Library of Congress Control Number: no96049310
- National Gallery of Victoria: 5248
- Nationale bibliotheek van Australië: 35206826
- RKD-Nederlands Instituut voor Kunstgeschiedenis: 62023
- Istituto Centrale per il Catalogo Unico: MODV097774
- Système universitaire de documentation: 033710244
- Trove: 865030
- Union List of Artist Names: 500015309
- Virtual International Authority File: 34553612
- WorldCat: E39PBJx4r4CyHpcKMTwrWD4H4q